# Flurin Maissen
Flurin Maissen (* 22. April 1906 in Ilanz als Fidel Maissen; † 3. April 1999 in Disentis) war ein Schweizer Benediktinerpater und Naturwissenschaftler.

## Leben
Maissens Eltern waren der Holzfabrikant Augustin Maissen und dessen Frau Anna Maissen, geborene Cahannes. Sein Bruder Augustin Maissen wurde später Philologe, Alfons Maissen, ein weiterer Bruder ebenfalls.
Flurin Maissen besuchte in Engelberg das Gymnasium der Stiftsschule. Nach der Matura wurde er Novize im Kloster Disentis. 1927 und 1928 studierte er an der Universität Freiburg (Schweiz) Pädagogik, Geschichte, Kunstgeschichte und Musik.
1929 legte Maissen mit dem Namen des Bündner Glaubensboten Flurin die Profess ab, 1933 erhielt er die Priesterweihe und er wurde Pater der Benediktiner.
In Freiburg studierte er von 1934 bis 1936 Naturwissenschaften, wurde anschliessend Lehrer am Gymnasium der Klosterschule und im Folgejahr machte er das  Lizentiat. Im Jahr 1944 wurde er mit einer Dissertation über "Mineralklüfte und Strahler der Surselva" zum Doktor promoviert.
Maissen war 1965 im Benefiziat in Rumein tätig, einer Fraktion der damaligen Gemeinde Degen, unterrichtete aber noch bis 1981 am Gymnasium in Disentis. 1969 gründete er dort mit anderen das Institut per studis retoromontsch. In Disentis unterrichtete er bis 1981, das Benefiziat übte er bis 1998 aus. Im folgenden Jahr starb er in Disentis im Alter von 92 Jahren.

## Wirken
Maissen galt als Universalgelehrter. Man nannte ihn den grünen Pater, da er sich für alternative Energien wie Solarzellen und Biogas einsetzte und Umweltschutz praktisch umsetzte. Ausserdem war er ein Schriftsteller, der rätoromanisch schrieb.

## Werke
- Mineralklüfte und Strahler der Surselva (Freiburg 1955)
- Am Haag (Luzern 1957)
- Giachen Caspar Muoth (Cuera 1967)
- Origin dils rets, de lur patria e lur lungatg (Cuera 1967)
- Las sis ansolas il Tguli Brastga (Cuera 1969)
- Die Agrikultur, Grundlage jeder alpinen Kultur (Laax 1985)
- Die Sprache als kulturelle Aufgabe (Laax 1985)